# Seznam jezer v Tanzanii
Seznam jezer v Tanzanii (anglicky jezero - lake). Tabulka obsahuje přehled jezer v Tanzanii s plochou přes 100 km².

## Největší jezera
| název             | rozloha km² | délka km | šířka km | hloubka m | nadmořská výška m | regiony               |
| ----------------- | ----------- | -------- | -------- | --------- | ----------------- | --------------------- |
| Viktoriino jezero | 35088       | ...      | ...      | ...       | 1134,0            | Kagerna, Mwanza, Mara |
| Tanganika         | 13940       | ...      | ...      | ...       | 773,0             | Kigoma, Rukwa         |
| Malawi            | 5000        | ...      | ...      | ...       | 472,0             | Mbeya, Iringa, Ruvuma |
| Rukwa             | 2600        | 150      | 30       | ...       | 792,0             | Rukwa, Mbeya          |
| Eyasi             | 1050        | ...      | ...      | ...       | 1030,0            | Arusha                |
| Natron            | 600         | ...      | ...      | 3,0       | ...               | Arusha                |
| Manyara           | 231         | 50       | 16       | 3,7       | 600,0             | Arusha                |
| Burigi            | 70          | 18       | 4        | ...       | ...               | Kagera                |